# Constituição da Estônia
A Constituição da República da Estônia (em estoniano: Eesti Vabariigi põhiseadus) é a suprema fonte nacional do direito da Estônia. Ela define a base, estrutura e organização do governo, a relação entre diferentes órgãos constitucionais, e leis dos direitos fundamentais dos cidadãos estonianos. A Estônia declarou a sua independência da antiga União Soviética em 6 de setembro de 1991. A atual constituição foi adotada em 28 de junho de 1992 e procurou manter a base das constituições anteriores (de 1920, 1933 e 1938). Dando ênfase ao espírito democrático principalmente encontrado na constituição de 1920, além de trazer novos mecanismos adicionais para a manutenção do equilíbrio do poder do Estado.

## Preâmbulo
O preâmbulo da constituição da Estônia de 1992 traz:
"Com fé inabalável e um firme desejo de fortalecer e desenvolver o Estado,
que é firmado no direito inextinguível do povo da Estônia à auto-determinação nacional e que foi proclamado em 24 de fevereiro de 1918,
que é baseado na liberdade, na justiça e na lei,
que protegerá a paz interna e externa, e é uma garantia para a geração presente e futuras de seu progresso social e bem-estar,
que garantirá a preservação da nação e cultura estoniana através dos séculos,
o povo da Estônia, com base no § 1 da Constituição que entrou em vigor em 1938, e por um referendo ocorrido em 28 de junho de 1992, adotou a seguinte Constituição."

## Principal provisão
O texto oficial da constituição está dividido em 15 capítulos:
- Capítulo 1: Provisões gerais
- Capítulo 2: Direitos fundamentais, liberdades e obrigações
- Capítulo 3: O Povo
- Capítulo 4: O Parlamento (Riigikogu)
- Capítulo 5: O Presidente da República
- Capítulo 6: O Governo da República
- Capítulo 7: A Legislação
- Capítulo 8: Finanças e o Orçamento Nacional
- Capítulo 9: Relações internacionais e Tratados
- Capítulo 10: Defesa nacional
- Capítulo 11: O Órgão de Auditoria Estatal
- Capítulo 12: O Chanceler da Justiça
- Capítulo 13: Os Tribunais
- Capítulo 14: Governo Local
- Capítulo 15: Emendas à Constituição